# Új-Spanyolország
Új-Spanyolország (spanyolul: Nueva España) volt a megjelölése a spanyolok újvilági kolonizációs területének az Azték Birodalom 1521-ben bekövetkezett bukását követően. További hódítások után ez lett az első a négy-öt spanyol alkirályság közül Latin-Amerikában, spanyol megnevezéssel Virreinato de Nueva España – Új-spanyolországi Alkirályság. Észak-Amerikában a mai Mexikó, Belize, Guatemala, Salvador, Honduras, Nicaragua, Costa Rica, Venezuela területét, valamint számos karibi szigetet, Ázsiában pedig a Fülöp-szigeteket, a Mariana-szigeteket, Guamot, a Karolina-szigeteket illetve Borneó északi részét foglalta magába. A 17. század során tovább bővült Észak-Amerika nyugati és délnyugati részének jelentős területeivel, köztük a ma az Amerikai Egyesült Államokhoz tartozó Kalifornia, Arizona, Új-Mexikó, Texas, Florida, Nevada, Colorado, Utah államokkal és Wyoming délnyugati részével.
1762-ben a Franciaországhoz tartozó Louisiana nyugati része Spanyolországhoz került és az alkirályságba lett betagozva, azonban 1800-ban Bonaparte Napoleon nyomására ez a terület visszakerült Franciaországhoz.
1717-ben Venezuelát az újonnan létrehozott Új-granadai Alkirálysághoz csatolták. Területéből Nagy-Britannia 1643-ban az Islas de la Bahía szigetcsoportot, 1655-ben Jamaikát, 1670-ben a Kajmán-szigeteket, 1797-ben Trinidadot és 1798-ban Belizét szerezte meg. 1697-ben Hispaniola szigetének nyugati, kisebbik része Franciaországhoz került. A gyéren kolonizált Nootka-territóriumra (a mai Brit Columbia déli részén) fenntartott igényét Spanyolország 1794-ben Nagy-Britannia nyomására visszavonta.
Új-Spanyolország és Peru alkirályságai (mely utóbbiból később Új-Granada és La Plata alkirályságait létrehozták) révén Spanyolország a Portugáliához tartozó Brazíliát leszámítva egész Latin-Amerikát uralma alá vonta. A spanyol uralom a földrajzi felfedezésektől kezdődően a 19. század eleji függetlenségi mozgalmakig tartott. 1821-ben a megmaradt törzsterület is kikiáltotta függetlenségét és megalakult a Mexikói Császárság, a mai modern Mexikó elődje.

## Fordítás
- Ez a szócikk részben vagy egészben  a   New Spain című angol Wikipédia-szócikk ezen változatának fordításán alapul.  Az eredeti cikk szerkesztőit annak laptörténete sorolja fel. Ez a jelzés csupán a megfogalmazás eredetét és a szerzői jogokat jelzi, nem szolgál a cikkben szereplő információk forrásmegjelöléseként.
- Ez a szócikk részben vagy egészben  a   Vizekönigreich Neuspanien című német Wikipédia-szócikk ezen változatának fordításán alapul.  Az eredeti cikk szerkesztőit annak laptörténete sorolja fel. Ez a jelzés csupán a megfogalmazás eredetét és a szerzői jogokat jelzi, nem szolgál a cikkben szereplő információk forrásmegjelöléseként.